# Logone
Logone ili Logon je rijeka u Africi. Najveća je pritoka rijeke Chari. Na mjestu utoka u rijeku Chari nalazi se glavni grada države Čad, N'Djaména. U dijelu svoga toka čini međunarodnu granicu između država Čad i Kamerun. Od većih naselja na rijeci se nalazi grad Moundou, drugi po veličini u Čadu, te Kousseri, najsjeverniji grad Kameruna.
Glavne pritoke rijeke Logone su rijeka Pendé (Istočni Logone) u prefekturi Ouham-Pendé u Srednjoafričkoj Republici i rijeka Mbéré (Zapadni Logone) na istoku Kameruna.